# Carmen Miró

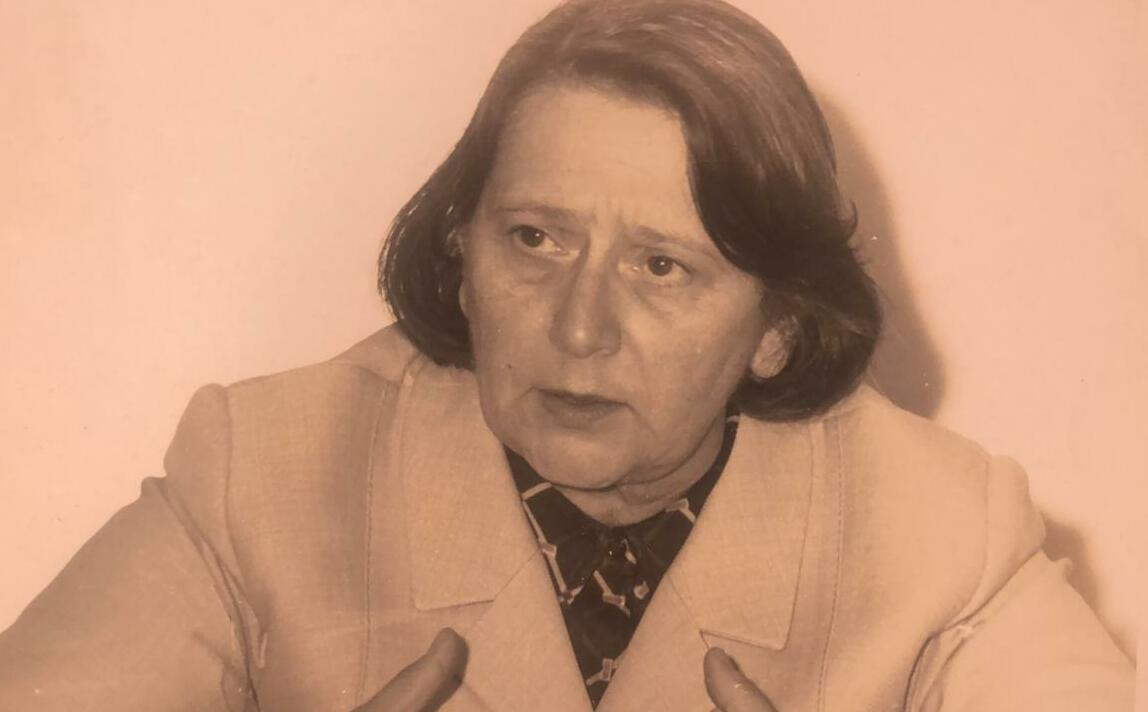
Carmen Miró, ca. 1960

Carmen Atala Miró Gandásegui (* 19. April 1919 in Panama-Stadt; † 18. September 2022 ebenda) war eine panamaische Demografin, Soziologin und Statistikerin. Sie galt als Pionierin für demografische Studien in Panama und als führende Expertin für Bevölkerungsstudien in Lateinamerika.

## Leben
Miró war die Tochter des Dichters Ricardo Miró. Sie studierte Wirtschaft an der Universität von Panama und gehörte zur ersten Generation von Absolventinnen. Sie erhielt ein Stipendium des Instituto Internacional und studierte am Saint Catherine College in Minnesota, wo sie einen Bachelor of Arts mit Hauptfach Soziologie und Nebenfach Statistik erwarb, und erwarb später einen Abschluss an der London School of Economics.
Von 1946 bis 1956 war sie Leiterin des staatlichen Departamento de Estadística y Censos (Abteilung für Statistik und Volkszählungen) und mit der Organisation der Volks- und Wohnungszählungen von 1950 betraut. 1953 wurde sie zum Mitglied der American Statistical Association für „ihre zahlreichen Beiträge zur großen Effizienz der jüngsten Volkszählungen auf dem amerikanischen Kontinent“ und für die Schaffung „eines umfassenden und nützlichen statistischen Systems für ihr Land“ gewählt. Gleichzeitig trat sie der linksgerichteten Frente Patriótico bei. Sie war auch Professorin für Statistik an der Universität von Panama.
Von 1957 bis 1973 war sie die erste Direktorin des Centro Latinoamericano y Caribeño de Demografía (CELADE) der Vereinten Nationen, heute die Abteilung für Bevölkerung der Comisión Económica para América Latina y el Caribe (CEPAL).
Nach vier Jahren am El Colegio de México schloss sie sich dem Centro de Estudios Latinoamericanos, (CELA), «Justo Arosemena» in Panama an.
Sie arbeitete als Beraterin für den Bevölkerungsfonds der Vereinten Nationen, führte Forschungsarbeiten durch und veröffentlichte deren Ergebnisse.
1984 nahm sie als Vizepräsidentschaftskandidatin von José Renán Esquivel von der trotzkistischen Partido Revolucionario de los Trabajadores an der Präsidentschaftswahl teil und war die erste weibliche Kandidatin für das Rektorat der Universität von Panama, ohne in beiden Fällen zu gewinnen.
Sie war die erste Direktorin des Instituto de Estudios Nacionales an der Universität von Panama und war auch Mitglied des Redaktionsausschusses der Zeitschrift Tareas und internationaler Zeitschriften.
1984 erhielt den Preis des Bevölkerungsfonds der Vereinten Nationen. 1987 erhielt sie Ehrendoktorwürden der Universität von Havanna, der Universidad Nacional de Córdoba in Argentinien und der Facultad Latinoamericana de Ciencias Sociales, 2019 auch von der Universität von Panama. 2016 wurde sie mit dem Daniel-Cosío-Villegas-Preis des Colegio de México und der Colmex Foundation ausgezeichnet.